# Ilung
Ilung est un village du Cameroun situé dans l'arrondissement (commune) de Fundong, le département du Boyo et la Région du Nord-Ouest.

## Population
Lors du recensement national de 2005, Ilung comptait 1 538 habitants.
Une étude locale de 2012 évalue la population d'Ilung à 3 000 personnes.

## Éducation
Ilung dispose d'un établissement scolaire de premier cycle (GSS Ilung).

## Religion
Une « quasi-paroisse » (St Therese Quasi Parish) a été créée à Ilung le 1er juin 2011, par détachement de la paroisse St Jude de Fundong, dans l'archidiocèse de Bamenda. Elle gère deux centres de santé et quatre écoles catholiques.